# Daniel Craig
Daniel Wroughton Craig je angleški filmski in televizijski igralec, * 2. marec 1968, Chester, Cheshire, Anglija.
Daniel Craig je najbolje prepoznaven po svoji vlogi britanskega skrivnega agenta Jamesa Bonda, ki jo igra že vse od leta 2006. Šolal se je na dramski in glasbeni šoli Guildhall; v času šolanja je delal tudi za britansko narodno mladinsko gledališče v Londonu, kjer je začel s svojo igralsko kariero. Med njegova prva dela sodijo filmi The Power of One, Elizabeta in A Kid in King Arthur's Court ter televizijski seriji Sharpe's Eagle in Zorro. S filmi Love Is the Devil: Study for a Portrait of Francis Bacon, The Trench in Some Voices je pritegnil pozornost kritikov iz filmske industrije in tako dobil vloge tudi v pomembnejših filmih, kot so Lara Croft: Tomb Raider, Layer Cake, Pot v pogubo in München.
Svetovno znan je Daniel Craig postal potem, ko so ga izbrali za šestega igralca, ki bo upodobil Jamesa Bonda; nadomestil je Piercea Brosnana. Čeprav je bila javnost na začetku nekoliko skeptična glede tega, ali je prava izbira za vlogo, je njegov prvi film, Casino Royale, požel veliko uspeha in mu prislužil njegovo prvo nominacijo za nagrado BAFTA Award, in sicer v kategoriji za »najboljšega igralca v glavni vlogi«. Dve leti kasneje je sledil film Kvantum sočutja. Tretji film, v katerem je nastopil kot James Bond, je bil film Skyfall, ki je izšel leta 2012 in postal najbolje prodajan film v celi filmski seriji.
Daniel Craig je poročen z igralko Rachel Weisz, ki je njegova druga žena, Iz svojega prvega zakona (s Fiono Loudon) ima hčerko Ello. Leta 2006 se je pridružil akademiji filmske umetnosti in znanosti. Odkar je sprejel vlogo Jamesa Bonda, se je pojavil tudi v drugih filmih, med zadnjimi je tudi angleško-govoreča različica filma Dekle z zmajskim tatujem.
Kot James Bond se je poleg kraljice Elizabete pojavil na otvoritveni prireditvi na poletnih olimpijskih igrah 2012.

## Zgodnje življenje
Daniel Wroughton Craig se je rodil v bolnišnici Cheshire v zahodnem Chesterju, Cheshire, Anglija, ki so jo leta 1984 preimenovali v bolnišnico grofice chesterske. Njegova mama, Carol Olivia (rojena Williams), je bila učiteljica umetnosti, njegov oče, Timothy John Wroughton Craig, je imel v lasti verigo klubov »Ring o' Bells« (v Frodshamu) in »Boot Inn« (v Willingtonu, Tarporley), delal pa je tudi kot ladjevodja v angleški trgovski mornarici. Oba njegova starša sta bila na pol Valižana.
Daniela Craiga so vzgojili na polotoku Wirral, blizu Liverpoola, kjer je obiskoval osnovno šolo Frodsham, kasneje preimenvano v osnovno šolo Holy Trinity v Hoylakeu. Potem, ko je padel na zaključnih izpitih, je skupaj s starejšo sestro Leo začel hoditi na srednjo šolo Hilbre v okolici zahodnega Kirbyja. Ko je pri šestnajstih končal s svojim šolanjem na srednji šoli, je za kratek čas hodil na šolo Calday Grange.  Nekaj časa je igral za Hoylakejev rugbi klub.
Z igranjem je Daniel Craig pričel pri šestih, ko je začel igrati v raznih šolskih predstavah, z resnim igranjem pa se je prvič srečal, ko se je z mamo udeležil učnih ur igranja v Liverpoolu. Pri šestnajstih se je preselil v London, kjer se je nameraval pridružiti narodnemu mladinskemu gledališču. Obiskoval je dramsko in glasbeno šolo Guildhall v Barbicanu, kjer je po treh letih učenja pod Colinom McCormackom leta 1991 šolanje uspešno končal.

## Kariera

### Zgodnja kariera (1992–1997)
Prva vloga Daniela Craiga je bila manjša vloga v filmu The Power of One (1992). Kot Joe se je novembra 1993 pojavil v gledališki igri Tonyja Kushnerja, Angeli v Ameriki, ki so jo uprizarjali v kraljevem narodnem gledališču. Istega leta se je pojavil v epizodi televizijske serije programa Yorkshire, Heartbeat, ki je izšla 31. oktobra 1993. Ena od njegovih prvih vidnejših vlog je bila vloga »Geordieja« v BBC-jevi drami Our Friends in the North leta 1996.

### Preboj (1998–2005)
Leta 1998 je Daniel Craig prvič pritegnil pozornost javnosti z vlogo Georgea Dyerja v filmu Love Is the Devil: Study for a Portrait of Francis Bacon poleg Dereka Jacobija in Tilde Swinton. Za svoj nastop v tem filmu je bil nagrajen z nagrado edinburškega mednarodnega filmskega festivala za najboljši britanski nastop. Istega leta je imel manjšo vlogo v zelo uspešnem filmu Elizabeta poleg Cate Blanchett. Leta 1999 je zaigral v televizijski drami Shockers: The Visitor. Istega leta je izšel film The Adventures of Young Indiana Jones: Daredevils of the Desert, ki ga je posnel že leta 1993.
Leta 2001 je Daniel Craig zaigral sovražnika in simpatijo glavnega lika, Lare Croft (Angelina Jolie) v filmu Lara Croft: Tomb Raider. Istega leta je izrazil zanimanje za sodelovanje pri filmski franšizi Zvezdne steze. Preko kanala World Entertainment News Network je povedal, da je oboževalec serije in dejal, da si želi, da bi »imel čisto majčkeno vlogo v filmu ali seriji. To je že več let moja skrivna ambicija.« Leta 2002 je zaigral v filmu Sama Mendesa, Pot v pogubo poleg Toma Hanksa in Paula Newmana. Kljub temu, da v filmu ni imel pomembne vloge, je pritegnil nekaj pozornosti kritikov, ki so ga v glavnem hvalili.
Leta 2003 je Daniel Craig zaigral v dveh filmih, in sicer The Mother z Anne Reid in Sylvia z Gwyneth Paltrow. V obeh filmih je zaigral ljubimca glavne junakinje in s prvim filmom je zopet požel veliko hvale s strani kritikov in prejel nekaj nagrad. Naslednjega leta je zaigral glavni vlogi v danes kultnem filmu Layer Cake poleg Sienne Miller in filmu Neskončna ljubezen poleg Rhysa Ifansa. Leta 2005 je poleg Erica Bane zaigral v filmu München Stevena Spielberga. Film je bil finančno izjemno uspešen; zaslužil je kar 130.346.986 $.

### James Bondin ostala dela (2005 - danes)
Leta 2005 je Daniel Craig podpisal pogodbo s podjetjem Eon Productions za upodobitev Jamesa Bonda. Dejal je, da »se zaveda izzivov,« ki jih predstavlja franšiza James Bond, ki jo je sam označil za »velik stroj,« ki »služi veliko denarja.« K liku je želel prispevati več »čustvene globine.«  Daniel Craig, ki se je rodil leta 1968, je prvi igralec Jamesa Bonda, ki se je rodil po začetku serije in po smrti pisatelja serije romanov o Jamesu Bondu, Iana Fleminga. Mnogo oboževalcev filmske serije je dvomilo, da so se producenti odločili pravilno, ko so ga izbrali za to vlogo, zato se je sprožilo nekaj internetnih kampanij, preko katerih so svoje nezadovoljstvo tudi izrazili in zagrozili, da bodo film v znak protesta bojkotirali. 178 centimetrov visok in svetlolas Daniel Craig ni ustrezal podobi visokega, temnega in čednega Jamesa Bonda, ki so jo ustvarili prejšnji igralci in na katero so bili oboževalci navajeni. Revija The Daily Mirror je na svoji naslovnici objavila zgodbo, ki je kritizirala Daniela Craiga, z naslovom: »Ime mi je bled – James bled.« Čeprav je bila izbira Daniela Craiga za to vlogo kontroverzna, pa so mnogi igralci javno izrazili svojo podporo, med najbolj odmevnimi so bili tudi štirje od petih igralcev, ki so Jamesa Bonda upodobili v preteklosti – Pierce Brosnan, Timothy Dalton, Sean Connery in  Roger Moore –  vsi so menili, da je bila odločitev prava. Tudi George Lazenby je nazadnje dejal, da podpira odločitev producentov za Daniela Craiga. Tudi igralec Clive Owen, ki se je istočasno potegoval za vlogo Jamesa Bonda, je branil Daniela Craiga.
Prvi film, Casino Royale, je izšel 14. novembra 2006, in po svetu nazadnje zaslužil 594.239.066 $ ter tako postal najbolje prodajan film iz franšize James Bond, kar ostaja še danes. Ob izidu filma so njegov nastop v njem močno hvalili. V filmu se Daniel Craig pojavi v kopalkah; ta prizor se pogosto pojavi na vrhu seznamov najbolj seksi prizorov iz filmov, leta 2009 pa je posnel reklamo za sladoled, ki je vključevala podoben prizor, in sicer Daniela Craiga, ko izstopa iz morja. Ko se je snemanje filma Casino Royale končalo, sta producenta Michael G. Wilson in Barbara Broccoli oznanila, da so se že pričele priprave na produkcijo za dvaindvajseti film o Jamesu Bondu. Po nekaj mesecih ugibanj o datumu izida sta oba producenta 20. julija 2006 uradno oznanila, da bo nadaljevanje, Kvantum sočutja, izšlo 7. novembra 2008, pa tudi, da bo tudi v tem filmu Jamesa Bonda upodobil Daniel Craig, s katerim so se takrat pogajali za snemanje tretjega filma iz franšize 25. oktobra 2007 je Daniel Craig podpisal pogodbo za še štiri filme, do Bonda 25.
Daniel Craig je svojo upodobitev Jamesa Bonda opisal kot upodobitev anti-junaka: »Vprašanje, ki si ga med igranjem te vloge kar naprej postavljam, je: 'Sem dobra oseba ali le baraba, ki dela za pravo stran?' Njegova naloga je nazadnje lahko tudi umor, če pride do tega. Še nikoli nisem igral vloge, pri kateri ne bi smel raziskati junakove slabe plati. Mislim, da na koncu filma ne bi smeli biti zmedeni, a med filmom bi se morali vsi spraševati, kdo ta oseba sploh je.«  Daniel Craig je povedal, da je njegov najljubši igralec, ki je upodobil Jamesa Bonda, Sean Connery, a hkrati je še dodal: »Nikoli ne bi nikogar kopiral. Nikogar ne bi oponašal ali poskušal izboljšati dela, ki so ga ustvarili pred mano. To bi bila zame brezzvezna vaja.« Povedal je tudi, da je njegov najljubši film iz te franšize Iz Rusije z ljubeznijo. V na Jamesa Bonda osredotočeni epizodi oddaje The South Bank Show je Sean Connery izrazil svoje mnenje o Craigovi upodobitvi tega lika, ki jo je opisal kot »fantastično, na trenutke resnično vrhunsko.« Ko je Daniel Craig pohvalil Conneryjeve nastope v filmih, je igralec dejal, da je »počaščen« in da Daniel Craig res »razume nevarnosti« te vloge.
Akademija filmske umetnosti in znanosti je leta 2006 Daniela Craiga že drugič povabila k včlanitvi. Leta 2007 je zaigral lorda Asriela v filmu Zlati kompas, filmski upodobitvi romana Severni sij Philipa Pullmana iz trilogije Njegova temna tvar. V gledališki upodobitvi romana je lorda Asriela upodobil Timothy Dalton, eden od igralcev, ki so pred Craigom upodobili Jamesa Bonda. Eva Green, ki je v filmu Casino Royale zaigrala Bondovo dekle Vesper Lynd, je zaigrala tudi v tem filmu, a se ni v nobenem prizoru pojavila skupaj z njim. Poleg nje so v filmu zaigrali tudi Dakota Richards Blue, Sam Elliott, Freddie Highmore, Ian McKellen, Kathy Bates in Nicole Kidman. Za film so nameravali posneti tudi nekaj nadaljevanj (leta 2010 ali 2011 je podjetje New Line Cinema načrtovalo izid prvega nadaljevanja), vendar jih nazadnje niso. Poleg Nicole Kidman je istega leta zaigral v filmu Invazija.
16. marca 2007 se je Daniel Craig poleg britanske komedijanke Catherine Tate v vlogi njenega lika Elaine Figgis pojavil v skeču oddaje The Catherine Tate Show. Skeč so posneli v sklopu dneva rdečih noskov za BBC-jevo dobrodelno prireditev.
Daniel Craig je med snemanjem filma Kvantum sočutja 12. junija 2008 izgubil del svojega prsta. Nesreča je bila del incidenta, ki je vključeval tudi požar v studiu Pinewood Studios, v katerih so film snemali, avtomobilska nesreča, v kateri se je eden od kaskaderjev resno poškodoval, in zdrs avtomobila Aston Martin s ceste v jezero Garda med snemanjem v Italiji. Leta 2008 je Daniel Craig zaigral tudi v filmu Defiance, kjer je zaigral Tuvio Bielski, judovskega upornika, ki je med drugo svetovno vojno med skrivanjem po beloruskih gozdovih življenje rešil okoli 1.200 ljudem. Med 10. septembrom in 6. decembrom 2009 je poleg Hugha Jackmana igral v gledališki igri A Steady Rain v broadwayjskem gledališču Schoenfeld.
Avgusta 2011 je Daniel Craig dobil vlogo neizprosnega novinarja Mikaela Blomkvista v upodobitvi romana Dekle z zmajskim tatujem Stiega Larssona, ki jo je režiral David Fincher. Za vlogo so se poleg njega med drugim potegovali tudi igralci, kot so Brad Pitt, George Clooney, Viggo Mortensen in Johnny Depp, a je najprej sploh ni nameraval sprejeti, saj se je bal, da filma ne bo mogel posneti zaradi snemanja drugih del. Za vlogo se je moral zrediti in priučiti nevtralnega naglasa, ki bi se skladal s stockholmskim okoljem z veliko različnimi narodi. Kritiki so film ob izidu zelo hvalili; med drugim so pohvalili tudi nastop Daniela Craiga. Istega leta je zaigral v znanstveno-fantastičnem vesternu Kavboji in vesoljci z Olivio Wilde in Harrisonom Fordom. Film, ki ga je režiral Jon Favreau, je temeljil na istoimenskem stripu Scotta Mitchella Rosenberga, izdanem leta 2006. Tudi za vlogo v tem kritično dokaj uspešnem filmu je s strani kritikov prejel ogromno hvale; Peter Debruge iz revije Variety je napisal, da je njegov nastop v tem filmu »mešanica grobosti in nežnosti,«  Roger Ebert pa je v svoji oceni filma dodal, da je bil »Craig […] bolj ali manj rojen za to vlogo.« Leta 2011 je zaigral tudi glavno vlogo v filmu Tintin in njegove pustolovščine: Samorogove skrivnosti Stevena Spielberga.
Tretji film Daniela Craiga o Jamesu Bondu (triindvajseti na sploh) so najprej nameravali izdati 19. aprila 2010, vendar so izid zaradi MGM-jevih finančnih težav prestavili. Film Skyfall so nazadnje izdali 22. oktobra 2012 in postal je del praznovanja ob petdesetletnici izida filma Dr. No. 8. septembra 2012 so producenti filmov iz franšize James Bond oznanili, da je igralec podpisal pogodbo za le dva in ne pet filmov iz serije, kot so poročali prej, kar pomeni, da bo Jamesa Bonda zaigral v dveh filmih manj kot Roger Moore.
Svojo podobo in glas je Jamesu Bondu posodil tudi v video igri Zlato oko za Nintendo 64 in video igri James Bond 007: Krvavi kamen za Xbox 360, PlayStation 3, Nintendo DS in Microsoft Windows. 6. oktobra 2012 je vodil televizijsko oddajo s skeči, Saturday Night Live.
Marca 2013 se bo v studiu Babelsberg v Potsdamu, Nemčija pričela produkcija filma Monuments Men, ki bo izšel 18. decembra 2013 in v katerem ima Daniel Craig glavno vlogo. Naslednji film o Jamesu Bondu, četrti, v katerem bo Bonda zaigral on, in štiriindvajseti nasploh, načrtujejo izdati leta 2014. Poleg tega bo Daniel Craig poleg Rooney Mara ponovno upodobil tudi Mikaela Blomkvista v nadaljevanjih filma Dekle z zmajskim tatujem, filmih Dekle, ki se je igralo z ognjem in Dekle, ki je dregnilo v osje gnezdo. Poleg tega bo skupaj s Hughom Jackmanom posnel tudi filmsko upodobitev gledališke igre A Steady Rain, v kateri sta na Broadwayju igrala leta 2009, ki jo bo režiral Steven Spielberg. To bo že njegov tretji film, ki ga bo posnel s Spielbergom.
Oktobra 2021 mu je bila na holywoodskem pločniku slavnih postavljena zvezda poleg zvezde Rogerja Moora.

## Zasebno življenje
Leta 1992 se je Daniel Craig poročil z igralko Fiono Loudon, s katero ima hčerko, Ello. Leta 1994 sta se ločila.
Po ločitvi je imel sedemletno razmerje z nemško igralko Heike Makatsch, ki se je končalo leta 2001. Nato je od leta 2004 do leta 2010 hodil s producentko Satsuki Mitchell.
Daniel Craig je več let prijateljeval z igralko Rachel Weisz. Skupaj sta posnela film Sanjska hiša. Decembra 2010 sta pričela hoditi, 22. junija 2011 pa sta se poročila. Priredila sta zaseben obred v New York Cityju, na obred pa sta povabila le štiri ljudi, med drugim tudi njegovo osemnajstletno hčerko Ello, ter njenega štiriletnega sina Henryja Chancea, ki ga ima iz zakona z režiserjem Darrenom Aronofskyjem.
Oktobra leta 2008 je Daniel Craig plačal 4 milijone £ za stanovanje v prenovljeni stari hiši v Primrose Hillu blizu parka Regent's v Londonu, ki pa ga je pred kratkim prodal za 10 milijonov £. Navija za britanski nogometni klub Liverpool F.C.

## Filmografija
| Leto | Naslov                                                          | Vloga                                 | Opombe |
| ---- | --------------------------------------------------------------- | ------------------------------------- | --- |
| 1992 | The Power of One                                                | Sodnik                                | |
| 1993 | Between the Lines                                               | Detektiv pod krinko                   | Second series, part 1 (part 14 in all) |
| 1993 | Heartbeat                                                       | Peter Begg                            | |
| 1993 | Zorro                                                           | Poročnik Hidalgo                      | Dve epizodi (»The Arrival« in »Death and Taxes«) ameriške televizijske serije, posneti v Madridu |
| 1993 | Sharpe's Eagle                                                  | Lt. Berry                             | Televizijska drama |
| 1995 | A Kid in King Arthur's Court                                    | Master Kane                           | |
| 1996 | Kiss And Tell                                                   | Matt Kearney                          | Televizijski film |
| 1996 | The Fortunes and Misfortunes of Moll Flanders                   | James »Jemmy« Seagrave                | Televizijska drama |
| 1996 | Tales From the Crypt                                            | Barry                                 | Smoke Wrings |
| 1996 | Our Friends in the North                                        | George »Geordie« Peacock              | Televizijska drama: 8 epizod |
| 1997 | Obsession – Besessene Seelen                                    | John McHale                           | |
| 1997 | The Ice House                                                   | D.S. Andy McLoughlin                  | Televizijska drama, posneta po romanu Minette Walters |
| 1997 | The Hunger                                                      |                                       | |
| 1998 | Love Is the Devil: Study for a Portrait of Francis Bacon        | George Dyer                           | Nagrada edinburškega mednarodnega filmskega festivala za najboljši britanski nastop |
| 1998 | Love and Rage                                                   | James Lynchehaun                      | |
| 1998 | Elizabeta                                                       | John Ballard                          | |
| 1999 | The Trench                                                      | Načelnik Telford Winter               | Nominiran – British Independent Film Award za najboljšega igralca |
| 1999 | The Adventures of Young Indiana Jones: Daredevils of the Desert | Schiller                              | Posneto leta 1993 |
| 2000 | Some Voices                                                     | Ray                                   | British Independent Film Award za najboljšega igralca |
| 2000 | Hotel Splendide                                                 | Ronald Blanche                        | |
| 2000 | Sanjam o Afriki                                                 | Declan Fielding                       | |
| 2001 | Lara Croft: Tomb Raider                                         | Alex West                             | |
| 2001 | Sword of Honour                                                 | Guy Crouchback                        | |
| 2002 | Copenhagen                                                      | Werner Heisenberg                     | Televizijska drama (upodobitev gledališče igre) |
| 2002 | Ten Minutes Older: The Cello                                    | Cecil                                 | |
| 2002 | Pot v pogubo                                                    | Connor Rooney                         | |
| 2003 | Sylvia                                                          | Ted Hughes                            | |
| 2003 | The Mother                                                      | Darren                                | Nominiran—British Independent Film Award za najboljšega igralca Nominiran—Nagrada občinstva evropskega filmskega festivala za najboljšega igralca Nominiran—London Film Critics Circle Award za najboljšega britanskega igralca                                |
| 2004 | Layer Cake                                                      | XXXX                                  | Nominiran—Empire Award za najboljšega igralca Nominiran—Nagrada občinstva evropskega filmskega festivala za najboljšega igralca (tudi za Neskončna ljubezen)                                                                                                   |
| 2004 | Neskončna ljubezen                                              | Joe                                   | London Film Critics Circle Awards za britanskega igralca leta Nominiran – British Independent Film Award za najboljšega igralca Nominiran – Nagrada občinstva evropskega filmskega festivala za najboljšega igralca (tudi za Layer Cake)                       |
| 2005 | München                                                         | Steve                                 | |
| 2005 | Archangel                                                       | Christopher Kelso                     | Televizijska drama |
| 2005 | Fateless                                                        | Ameriški vojak                        | Nagrada neodvisnega filmskega festivala v Ashlandu za najboljšo igralsko zasedbo (skupaj z Áronom Diményjem, Józsefom Gyabronko, Marcellom Nagyjem, Endre, Harkányijem in Andrásom M. Kecskésom)                                                               |
| 2005 | The Jacket                                                      | Rudy Mackenzie                        | |
| 2006 | Casino Royale                                                   | James Bond                            | Empire Award za najboljšega igralca Evening Standard British Film Awards Award za najboljšega igralca Sant Jordi Award za najboljšega tujega igralca Nominiran—BAFTA Award za najboljšega igralca v glavni vlogi Nominiran—Saturn Award za najboljšega igralca |
| 2006 | Renaissance                                                     | Barthélémy Karas                      | Glas |
| 2006 | Neslavni                                                        | Perry Smith                           | Nominiran—Independent Spirit Award za najboljšega stranskega moškega igralca |
| 2007 | Zlati kompas                                                    | Lord Asriel                           | |
| 2007 | Invazija                                                        | Ben Driscoll                          | |
| 2008 | Flashbacks of a Fool                                            | Joe Scot                              | Tudi producent |
| 2008 | Kvantum sočutja                                                 | James Bond                            | Nominiran—Empire Award za najboljšega igralca |
| 2008 | Defiance                                                        | Tuvia Bielski                         | |
| 2011 | Kavboji in vesoljci                                             | Jake Lonergan                         | Nominiran—Scream Award za najboljšega znanstveno-fantastičnega igralca |
| 2011 | Sanjska hiša                                                    | Will Attenton                         | |
| 2011 | Tintin in njegove pustolovščine: Samorogove skrivnosti          | Ivan Ivanovitch Sakharine/Red Rackham | |
| 2011 | Dekle z zmajskim tatujem                                        | Mikael Blomkvist                      | Nominiran—Empire Award za najboljšega igralca |
| 2012 | Skyfall                                                         | James Bond                            | Critics' Choice Awards za najboljšega igralca v akcijskem filmu |
| 2013 | One Life                                                        | Narrator                              | |
| 2015 | Spectre                                                         | James Bond                            | |
| 2015 | Star Wars: The Force Awakens                                    | Stormtrooper                          | |
| 2017 | Logan Lucky                                                     | Joe Bang                              | |
| 2017 | Kings                                                           | Obie Harding                          | |
| 2019 | Knives Out                                                      | Benoit Blanc                          | |
| 2021 | No Time to Die                                                  | James Bond                            | |
| 2022 | Knives Out 2                                                    | Benoit Blanc                          | |

## Videoigre
| Leto | Naslov                       | Vloga      | Opombe         |
| ---- | ---------------------------- | ---------- | -------------- |
| 2008 | 007: Kvantum sočutja         | James Bond | glas in izgled |
| 2010 | 007 - Zlato oko              | James Bond | glas in izgled |
| 2010 | James Bond 007: Krvavi kamen | James Bond | glas in izgled |
| 2011 | 007 - Zlato oko: Drugi del   | James Bond | glas in izgled |
| 2012 | 007 Legends                  | James Bond | glas in izgled |